# Ochthebius opacipennis
Ochthebius opacipennis es una especie de escarabajo del género Ochthebius, familia Hydraenidae. Fue descrita científicamente por Champion en 1920.
Se distribuye por Nepal. Mide 1,7 milímetros de longitud. Se ha encontrado a altitudes de hasta 1900 metros.